# Rachid Daoudi
Rachid Daoudi, arab. راشد داوودي (ur. 21 lutego 1966 w Fezie) – marokański piłkarz grający na pozycji ofensywnego pomocnika.

## Kariera klubowa
Karierę piłkarską Daoudi rozpoczął w klubie Wydad Casablanca. W jego barwach zadebiutował w jego barwach w rozgrywkach pierwszej ligi marokańskiej. W 1989 roku zdobył Puchar Maroka, a także wygrał z Wydadem Arabską Ligę Mistrzów. W 1990 roku wywalczył swoje pierwsze mistrzostwo kraju, a zdobycie tego tytułu powtórzył także w latach 1991 i 1993. W 1994 roku został wicemistrzem Maroka oraz zdobywcą pucharu kraju i Puchar Afro-Azjatycki.
Na początku 1996 roku Daoudi wyjechał za granicę i został zawodnikiem portugalskiego FC Tirsense, z którym spadł z pierwszej do drugiej ligi. Następnie latem wrócił do Wydadu, z którym zdobył marokański puchar. W 1997 roku odszedł do hiszpańskiego drugoligowca Xerez CD, w którym spędził jeden sezon. Latem 1998 stał się piłkarzem klubu saudyjskiej ligi, Al-Ain FC. Już po roku stał się piłkarzem Al-Wasl Dubaj. Z kolei w 2001 roku trafił do Kataru, gdzie grał w drużynie Al Ahli Ad-Dauha. W 2002 roku po raz drugi wrócił do Wydadu i w 2003 będąc jego zawodnikiem zakończył karierę.

## Kariera reprezentacyjna
W reprezentacji Maroka Daoudi zadebiutował w 1991 roku. W 1994 roku selekcjoner Abdellah Blinda powołał go do kadry na Mistrzostwa Świata w USA. Na tym turnieju zaliczył wszystkie trzy spotkania reprezentacji, przegrane 0:1 z Belgią i po 1:2 z Arabią Saudyjską oraz z Holandią. W kadrze narodowej grał do 1996 roku.